# Ustea, Berșad
Ustea (în ucraineană Устя) este localitatea de reședință a comunei Ustea din raionul Berșad, regiunea Vinnița, Ucraina.

## Demografie
Componența lingvistică a localității Ustea
     Ucraineană (98,47%)
     Rusă (1,11%)
     Alte limbi (0,42%)
Conform recensământului din 2001, majoritatea populației localității Ustea era vorbitoare de ucraineană (98,47%), existând în minoritate și vorbitori de rusă (1,11%).